# Boris Altshuler
Boris Altshuler, russisch Борис Леонидович Альтшулер, (* 27. Januar 1955 in Leningrad) ist ein russisch-US-amerikanischer Physiker, der sich mit Festkörperphysik (Condensed Matter Physics) beschäftigt.

## Leben
Altshuler studierte an der Staatlichen Universität Leningrad, wo er 1976 sein Diplom machte. 1979 wurde er am Leningrader Institut für Kernphysik promoviert und blieb dann dort als Wissenschaftler. 1989 ging er als Professor an das Massachusetts Institute of Technology und 1996 als Professor an die Princeton University. 1994 begann er für die NEC-Forschungslaboratorien zu arbeiten (als NEC Research Fellow). Seit 2007 ist er Professor an der Columbia University.

## Preise und Auszeichnungen
1993 erhielt er den Hewlett Packard Europhysics Prize (heute Agilent Physics Prize). Seit 1992 ist er Fellow der American Physical Society, seit 1996 Mitglied der American Academy of Arts and Sciences und seit 2002 der National Academy of Sciences. Er ist auswärtiges Mitglied der Norwegischen Akademie der Wissenschaften. 2003 erhielt er den Oliver E. Buckley Condensed Matter Prize für seine fundamentalen Beiträge zum Verständnis der Quantenmechanik von Elektronen in zufälligen Potentialen und eingeschränkten Geometrien, einschließlich grundlegender Arbeiten über den Zusammenhang von Unordnung und Wechselwirkungsformen. Für 2014 wurde ihm der Andrei Sakharov Prize der American Physical Society zugesprochen, für 2017 die Dirac Medal der University of New South Wales und für 2022 der Lars-Onsager-Preis der American Physical Society für grundlegende Beiträge zur Vielteilchen-Lokalisierung (insbesondere einen gemeinsamen Aufsatz mit Igor Aleiner von 2006).